# Chelsea Football Club 1960-1961
Questa voce raccoglie le informazioni riguardanti il Chelsea Football Club nelle competizioni ufficiali della stagione 1960-1961.

## Stagione
Il campionato inglese inizia il 20 agosto 1960 e il Chelsea comincia con due sconfitte consecutive, rispettivamente contro Aston Villa per 2-3 e contro il Leicester City per 1-3, a cui seguono un pareggio per 3-3 contro il Wolverhampton, una vittoria per 3-1 contro il Leicester e una sconfitta per 1-4 contro il Bolton. I Blues battono quindi 5-2 il Blackburn e 3-2 il West Ham, vengono sconfitti 2-3 dal Fulham e 1-3 dal Blackburn, battono 4-1 il Blackpool e pareggiano 3-3 contro l'Everton. Dopo due sconfitte consecutive (contro il Birmingham per 0-1 e contro Burnley per 1-6), il club londinese batte 2-0 il Preston North End, 4-2 il Newcastle, 4-1 l'Arsenal e 6-3 il Manchester City, a cui seguono una sconfitta per 1-2 contro il Nottingham, una vittoria per 7-1 contro il West Bromwich Albion e cinque sconfitte consecutive (contro il Cardiff per 1-2, contro l'Aston Villa per 2-4, contro il Manchester United per 1-2 all'andata e 0-6 al ritorno, contro il Wolverhampton per 1-6). Il Chelsea pareggia 1-1 contro il Bolton, viene sconfitto dal West Ham per 1-3, batte il Fulham 2-1, pareggia con Blackpool (2-2) e Everton (1-1). Dopo una sconfitta per 0-1 contro lo Sheffield, i Blues battono il Birmingham 3-2, pareggiano con Burnley (4-4) e Prestn (1-1),  battono 6-1 il Newcastle, vengono sconfitti 2-4 dal Tottenham. In seguito il Chelsea batte 6-1 il Cardiff, viene sconfitto 2-3 dal Tottenham e 1-2 dal Manchester City, batte 3-1 l'Arsenal, subisce un 3-0 contro West Bromwich e un 0-2 contro lo Sheffield. Il campionato termina con una vittoria per 4-3 contro il Nottingham e il raggiungimento del dodicesimo posto finale.
In FA Cup il Chelsea inizia dal terzo turno dove viene sconfitto 1-2 dal Crewe Alexandra.
In Football League Cup i Blues battono nel primo turno 7-1 il Millwall, nel secondo turno 4-2 il Workington, nel terzo turno 7-0 il Doncaster e vengono battuti 0-1 dal Portsmouth.

## Maglie e sponsor
Nella stagione 1960-1961 del Chelsea non sono presenti né sponsor tecnici né main sponsor. La divisa primaria è costituita dalla maglia blu con colletto a V bianco bordato di blu e estremità delle maniche albine, calzoncini bianchi e calzettoni bianchi con strisce bianche, blu e rosse come decorazione. La divisa da trasferta è costituita da maglia bianca con colletto a V blu e estremità delle maniche del medesimo colore, calzoncini bianchi e calzettoni bianchi con strisce bianche, blu e rosse. La terza divisa è infine costituita da maglia rossa con colletto a V bianco, calzettoni e calzoncini analoghi alla seconda divisa.
| Casa | Trasferta | Terza divisa |

## Rosa
Rosa e numerazione sono aggiornati al 31 maggio 1961.
| N. |                        | Ruolo | Calciatore      |
| -- | ---------------------- | ----- | --------------- |
|    | Inghilterra (bandiera) | P     | Peter Bonetti   |
|    | Inghilterra (bandiera) | D     | Allan Harris    |
|    | Inghilterra (bandiera) | D     | Melvyn Scott    |
|    | Inghilterra (bandiera) | D     | Ken Shellito    |
|    | Inghilterra (bandiera) | D     | John Sillett    |
|    | Inghilterra (bandiera) | D     | Peter Sillett   |
|    | Inghilterra (bandiera) | C     | Frank Blunstone |

| N. |                        | Ruolo | Calciatore      |
| -- | ---------------------- | ----- | --------------- |
|    | Inghilterra (bandiera) | C     | David Cliss     |
|    | Scozia (bandiera)      | C     | Thomas Docherty |
|    | Inghilterra (bandiera) | C     | Mike Harrison   |
|    | Inghilterra (bandiera) | C     | John Mortimore  |
|    | Inghilterra (bandiera) | C     | Terry Venables  |
|    | Inghilterra (bandiera) | A     | Barry Bridges   |
|    | Inghilterra (bandiera) | A     | Jimmy Greaves   |
|    | Inghilterra (bandiera) | A     | Bobby Tambling  |

## Calciomercato
| Arrivi | Arrivi          | Arrivi  | Arrivi   |
| R.     | Nome            | da      | Modalità |
| ------ | --------------- | ------- | -------- |
| C      | Thomas Docherty | Arsenal | ?        |

| Partenze | Partenze       | Partenze         | Partenze |
| R.       | Nome           | a                | Modalità |
| -------- | -------------- | ---------------- | -------- |
| D        | John Compton   | Ipswich Town     | ?        |
| D        | Dick Whittaker | Peterborough Utd | ?        |

## Statistiche

### Statistiche di squadra
| Competizione        | Punti | Totale | Totale | Totale | Totale | Totale | Totale |
| Competizione        | Punti | G      | V      | N      | P      | Gf     | Gs     |
| ------------------- | ----- | ------ | ------ | ------ | ------ | ------ | ------ |
| Campionato          | 37    | 42     | 15     | 7      | 20     | 98     | 100    |
| FA Cup              | -     | 1      | 0      | 0      | 1      | 1      | 2      |
| Football League Cup | -     | 4      | 3      | 0      | 1      | 18     | 4      |
| Totale              | -     | 47     | 18     | 7      | 22     | 117    | 106    |